# Aepeomys
Az Aepeomys az emlősök (Mammalia) osztályának rágcsálók (Rodentia) rendjébe, ezen belül a hörcsögfélék (Cricetidae) családjába tartozó nem.

## Rendszerezés
A nembe az alábbi 2 faj tartozik:
- Aepeomys lugens Thomas, 1896 - típusfaj
- Aepeomys reigi Ochoa G., Aguilera, Pacheco, & Soriano, 2001